# Silli-Adad
Silli-Adad fue el duodécimo rey de Larsa. No se sabe mucho sobre su reinado y el de sus predecesores Sin-Eribam y Sin-Iqisham; entre los tres gobernaron entre los años 1842 y 1835 a. C. según la cronología larga, año en que Kazallu conquista Larsa, aunque no logra retenerla un año entero.
Silli-Adad tampoco llegó a ocupar el trono de Larsa durante todo un año. Parece ser que algunos meses después de ascender al trono Larsa fue saqueada por fuerzas elamitas, quienes le depusieron.
| Predecesor: Sin-Iqisham | Ensi de Larsa ca. 1836 a. C. - 1835 a. C.    | Sucesor: ¿? Ensi de Kazallu |
| Predecesor: Sin-Iqisham | Rey de Ur ca. 1836 a. C. - 1835 a. C.        | Sucesor: ¿?                 |
| Predecesor: Sin-Iqisham | ¿Ensi? de Nippur ca. 1836 a. C. - 1835 a. C. | Sucesor: ¿?                 |
| Predecesor: ¿?          | Ensi de Lagash ¿? - ¿?                       | Sucesor: ¿?                 |